# Dubno (stacja kolejowa)
Dubno (ukr. Дубно, ros. Дубно) – stacja kolejowa w miejscowości Dubno, w rejonie dubieńskim, w obwodzie rówieńskim, na Ukrainie.
Stacja powstała w czasach carskich na linii Kolei Południowo-Zachodniej.